# IK Tjalve
IK Tjalve är en norsk idrottsklubb från Oslo, med fokus på friidrott.
Tjalve är Norges äldsta friidrottsklubb. IK Tjalve grundades 27 december 1890 av tre unga män, Gustav S. Thorp, Oscar F. Fredriksen och Asbjørn Bjerke. De tre var utbrytare från Kristiania Sportsforening. Klubbens förste ordförande var Henrik Angell. Det var Tjalves styrelse som 1896 tog initiativ till bildandet av det som idag är Norges Friidrettsforbund.